# Kristina M. Barkume
Kristina M. Barkume est une astronome américaine.

## Biographie
Elle a soutenu une thèse en 2003 intitulée Small scale structures in the interstellar medium.
Le Centre des planètes mineures la crédite de la découverte de l'objet transneptunien (120347) Salacie effectuée le 22 septembre 2004 avec la collaboration de Michael E. Brown et de Henry G. Roe.